# Giải quần vợt Pháp Mở rộng 2019 - Đôi xe lăn quad
Đây là lần đầu tiên nội dung Đôi xe lăn quad được tổ chức tại Giải quần vợt Pháp Mở rộng.
Dylan Alcott và David Wagner là nhà vô địch, đánh bại Ymanitu Silva và Koji Sugeno trong trận chung kết, 6–3, 6–3.

## Kết quả

### Từ viết tắt
| - Q = Vòng loại - WC = Đặc cách - LL = Thua cuộc may mắn - Alt = Thay thế - SE = Miễn đặc biệt | - PR = Bảo toàn thứ hạng - w/o = Thắng nhờ đối thủ rút lui trước trận đấu - r = Bỏ cuộc giữa trận đấu - d = Bị xử thua - SR = Xếp hạng đặc biệt |

### Chung kết
|  | Chung kết |                           |   |   |  |  |
|  |           |                           |   |   |  |  |
|  |           | Dylan Alcott David Wagner | 6 | 6 |  |  |
|  |           | Dylan Alcott David Wagner | 6 | 6 |  |  |
|  |           | Ymanitu Silva Koji Sugeno | 3 | 3 |  |  |